# 愛德蒙·蘭道
愛德蒙·喬治·赫爾曼·蘭道（德語：Edmund Georg Hermann Landau，1877年2月14日—1938年2月19日）是一名德國數學家，致力於數論及複分析領域。

## 生平
朗道於1877年2月14日出生在柏林的一個猶太家庭。他的父親利奧波德·蘭道是一名婦科醫生，母親是約翰娜·雅各比（Johanna Jacoby）。蘭道在柏林大學主修數學，1899年獲得博士學位，1901年獲得博士後資格（在德國大學任教所需的博士後資格）。他的博士論文有14頁長。
1895年，他關於國際象棋比賽評分的論文是最早使用特徵向量中心性的。
蘭道在1899年至1909年於柏林大學任教，之後他在哥廷根大學擔任系主任。他於1905年與生物學家保羅·埃爾利希的女兒瑪麗安·埃爾利希（Marianne Ehrlich）結婚。
在1912年的國際數學家大會上，蘭道列出數論中關於質數的四個問題，他說這些問題用目前的數學方法是特別困難的。這些問題至今仍未解決，現在被稱為蘭道問題。
1920年代，蘭道對在新生的耶路撒冷希伯來大學建立數學研究所起了重要作用。為了最終在耶路撒冷定居，他自學了希伯來語，並於1925年4月2日在該大學的奠基儀式上發表了題為《初級數論中已解決和未解決的問題》的演講。他與該大學的校長朱達·利昂·馬格尼斯就大學的職位和數學研究所的建築進行了談判。
蘭道和他的家人於1927年移民到巴勒斯坦，他開始在希伯來大學任教。他們一家很難適應耶路撒冷當時的相對簡陋的生活標準。此外，蘭道成為馬格尼斯和哈伊姆·魏茨曼以及阿爾伯特·愛因斯坦之間爭奪大學控制權的一個棋子。馬格納建議任命蘭道為大學校長，但愛因斯坦和魏茨曼支持塞里格·布羅德斯基。蘭道對這種爭權奪利感到厭惡，決定回到哥廷根，一直到1933年馬赫特格雷芬事件後，在奧斯瓦爾德·泰希米勒組織的抵制活動中，他被納粹政權強迫離開。此後，他只在德國境外講學。1934年，他搬回柏林。1938年初，他在那裡因自然原因去世。
1903年，蘭道給出一個比當時已知的質數定理簡單得多的證明，後來又在《質數手冊》（Handbuch der Lehre von der Verteilung der Primzahlen）中首次對解析數論進行系統的處理。他也對複分析做出了重要貢獻。
戈弗雷·哈羅德·哈代和漢斯·海爾布龍評論道：「沒有人比蘭道更熱衷於數學」。

## 外部連結
- 维基共享资源上的相關多媒體資源：愛德蒙·蘭道

- 約翰·J·奧康納; 埃德蒙·F·羅伯遜, ,  （英语）
- 愛德蒙·蘭道在數學譜系計畫的資料。
- Edmund Landau: The Master Rigorist by Eli Maor, Trigonometric Delights, page 192.
- Translation of his doctoral thesis （页面存档备份，存于）: Neuer Beweis der Gleichung {\displaystyle \scriptstyle \sum \limits _{k=1}^{\infty }{\frac {\mu (k)}{k}}\,=\,0}, Berlin 1899